# Oshkosh
Oshkosh je město v okresu Winnebago County ve státě Wisconsin ve Spojených státech amerických. Je 9. největším městem ve Wisconsinu. Nachází se na západním pobřeží jezera Winnebago. Je součástí tzv. Fox Cities. Leží asi 20 mil jižně od Appletonu. 
S celkovou rozlohou 73 km² byla hustota zalidnění 955 obyvatel na km². K roku 2020 zde žilo 66 816 obyvatel. Asi 83 % obyvatel města byli k roku 2020 běloši. Ve městě sídlí mj. společnost Oshkosh Corporation. 